# Seznam angleških boksarjev
Seznam angleških boksarjev.

## A
- Ola Afolabi

## B
- Darren Barker
- Tony Bellew
- Kell Brook
- Frank Bruno
- Ricky Burns

## C
- Joe Calzaghe
- Dereck Chisora
- Nathan Cleverly
- Don Cockell
- Sir Henry Cooper
- Anthony Crolla

## D
- James DeGale

## F
- James Figg
- Bob Fitzsimmons
- Carl Froch
- Tyson Fury

## G
- George Groves

## H
- Audley Harrison
- Naseem Hamed
- Matthew Hatton
- Ricky Hatton
- David Haye

## K
- Amir Khan

## L
- Lennox Lewis

## M
- Matthew Macklin
- Paul McCloskey
- Alan Minter
- Kevin Mitchell

## R
- Ryan Rhodes

## T
- Ashley Theophane
- Randolph Turpin

## W
- Junior Witter